# Fornåsa socken
Fornåsa socken i Östergötland ingick i Bobergs härad, ingår sedan 1971 i Motala kommun och motsvarar från 2016 Fornåsa distrikt.
Socknens areal är 25,52 kvadratkilometer, varav 25,51 land. År 2000 fanns här 703 invånare. Tätorten Fornåsa med sockenkyrkan Fornåsa kyrka ligger i denna socken. Boberg söder om kyrkbyn var Bobergs härads första tingsställe.

## Administrativ historik
Fornåsa socken har medeltida ursprung.
Vid kommunreformen 1862 övergick socknens ansvar för de kyrkliga frågorna till Fornåsa församling och för de borgerliga frågorna till Fornåsa landskommun. Landskommunen inkorporerades 1952 i Bobergs landskommun, uppgick 1971 i Motala kommun.  Församlingen utökades 2008.
1 januari 2016 inrättades distriktet Fornåsa, med samma omfattning som församlingen hade 1999/2000.  
Socknen har tillhört samma fögderier och domsagor som Bobergs härad.  De indelta soldaterna tillhörde  Första livgrenadjärregementet, Vreta Klosters kompani och Andra livgrenadjärregementet, Bergslags kompani.

## Geografi
Fornåsa socken ligger söder om Boren. Socknen består av uppodlad slättbygd med skogstrakter i väster.

## Fornlämningar
Kända från socknen är spridda stensättningar, resta stenar och flera gravfält från järnåldern. Fyra runristningar är kända, två nu borta.

## Namnet
Namnet (1283, Fornusom) kommer från kyrkbyn. Förleden är forn, 'gammal' och efterleden hus som omformats till ås, kyrkan ligger på en ås. Denna åsrygg, som skiljer Motala ströms vattensystem i norr från Svartån i söder, har givit upphov till efterleden -ås också i de angränsande socknarna Lönsås och Skeppsås. Den ursprungliga betydelsen är gammal (forn-) gård (hus), gammelgården i jämförelse med annan närliggande gård eller by. Vad den gamla gården tidigare hetat är okänt.

### Fotnoter
1. 1 2  Svensk Uppslagsbok andra upplagan 1947–1955: Fornåsa socken
2. 1 2  Harlén, Hans; Harlén Eivy (2003). Sverige från A till Ö: geografisk-historisk uppslagsbok. Stockholm: Kommentus. Libris 9337075. ISBN 91-7345-139-8
3. ↑  ”Församlingar”. Statistiska centralbyrån. https://www.scb.se/hitta-statistik/regional-statistik-och-kartor/regionala-indelningar/forsamlingar/. Läst 30 december 2022.
4. ↑  Administrativ historik för Fornåsa socken (Klicka på församlingsposten). Källa: Nationella arkivdatabasen, Riksarkivet.
5. 1 2  Sjögren, Otto (1931). Sverige geografisk beskrivning del 2 Östergötlands, Jönköpings, Kronobergs, Kalmar och Gotlands län. Stockholm: Wahlström & Widstrand. Libris 9939
6. 1 2  Nationalencyklopedin
7. ↑  Fornlämningar, Statens historiska museum: Fornåsa socken
8. ↑  Fornminnesregistret, Riksantikvarieämbetet: Fornåsa socken Fornminnen i socknen erhålls på kartan genom att skriva in sockennamn (utan "socken") i "Ange geografiskt område"
9. ↑  Mats Wahlberg, red (2003). Svenskt ortnamnslexikon. Uppsala: Institutet för språk och folkminnen. Libris 8998039. ISBN 91-7229-020-X. https://isof.diva-portal.org/smash/get/diva2:1175717/FULLTEXT02.pdf
10. ↑  Jan Paul Strid Ortnamn och kulturlandskap under den äldre järnåldern, NORNA-rapport, Köpenhamn 2011
11. ↑  Thorsten Andersson (1965) Svenska häradsnamn, Lund: Nomina Germanica. Arkiv för germansk namnforskning. Utgivet av Jöran Sahlgren, sid. 199-200